# Oriental (género literario)
La oriental es un género literario Lírica|lírico que estuvo de moda durante el Romanticismo y que, como su nombre indica, tiene ambiente, personajes y motivos relacionados con Oriente.
El escritor romántico francés Víctor Hugo fue su creador y principal cultivador en su libro Les Orientales (1829), y Gaspar María de Nava, Conde de Noroña, vio publicadas póstumas sus traducciones de poetas árabes en 1833 (Poesías asiáticas puestas en verso castellano, París: Imprenta de Julio Didot Mayor, 1833), pero en España se naturalizó con fuerza el género con referencias más familiares al ambiente a través de la historia de la Reconquista y la tradición literaria de los cantares del Cid y los siete infantes de Lara, los romances fronterizos y de cautivos o los tan famosos de Abenámar y Ay de mi Alhama y las novelas moriscas inspiradas en ellos como El Abencerraje, o el propio Romancero nuevo morisco cantando en el siglo XVI por Pedro Padilla, Ginés Pérez de Hita, Lope de Vega, Juan de Timoneda, Luis de Góngora y otros. Ayudaban también los numerosos restos arqueológicos musulmanes de Granada, Sevilla y otros lugares. Además, la Historia de la dominación de los árabes en España (1820-1821, tres vols.) de José Antonio Conde, pronto traducida a todos los idiomas europeos, puso de moda estos temas, así como la exitosa publicación de los Cuentos de la Alhambra (1832) del escritor romántico estadounidense Washington Irving (1783-1859). Todos estos elementos confluyen en Granada, poema oriental (Madrid: Imprenta de Repullés, 1852) de José Zorrilla, que puede considerarse el culmen de este género romántico en España.
En español lograron piezas muy bellas de este género el padre Juan Arolas ("La odalisca") y sobre todo José Zorrilla, de quien son muy conocidas las tres que comienzan "Mañana voy, Nazarena", "Dueña de la negra toca" y "Corriendo van por la vega". Ángel Saavedra, Duque de Rivas, escribe su largo poema narrativo El moro expósito (1834) y tanto Pedro de Madrazo como Gregorio Romero Larrañaga
(1815-1872) también escribieron algunas, este último ya en 1840.
- Datos: Q6052860